# Kereskedelmi Zsebkönyvtár
A Kereskedelmi Zsebkönyvtár egy 20. század eleji magyar kereskedelmi könyvsorozat volt. Az egyes kötetek (olykor terjedelmük szerint inkább füzetek) Rónai Miksa kiadásában jelentek meg Budapesten 1905 és 1910 között, és a következők voltak:
- 1. szám. A budapesti, bécsi és külföldi érték- és árúbörzék szokásai. Összeállította: Mercur. 2., javított és bővített kiadás. (20 l.) 1905.
- 2–4. szám. Francia kereskedelmi levelezés. (27, III., 25, IV., 29, III l.) 1905.
- 5–7. szám. Német kereskedelmi levelezés (az új helyesírás szerint). 3 rész. 1905. 1. rész. Árú-üzlet. (32 l.) 2. rész. Bank- és váltó-üzlet. (24 l.) 3. rész. Levelek. Különböző üzleti levelekről. (24 l.)
- 8–10. szám. Könyvvitel. Szerkesztette »Saldaconto«. 3 rész. 1905. 1. rész. Folyószámlák. Veszteség- és nyereség-kimutatás. 2. rész. Bizományi elszámolás. 3. rész. A méta árú-üzlet.
- 11–12. szám. Aknay Béla. Politikai számtan. 1. Kamatos kamat. 2. Járadék. 3. Törlesztési tervek. (64 l.) 1905.
- 13–15. szám. Jámbor László. A tőzsde élete és közgazdasági jelentősége. (140 l.) 1910.
- 16–18. szám. Szmollény Nándor. Közgazdaságtan. (86 l.) 1909.
- 19–20. szám. Folyószámlák változó kamatlábbal és kettős kamatlábbal. (33 l.) 1910.